# Hommage à Blériot
Hommage à Blériot est un tableau peint par Robert Delaunay en 1914. Cette tempera sur toile typique du simultanéisme célèbre l'aviateur Louis Blériot en représentant notamment un biplan, une hélice et la tour Eiffel. Cependant, l'inscription laissée en contrebas de la toile "premiers disques solaire simultané forme" au grand constructeur Blériot laisse entendre que l'Hommage est consacré au constructeur et non pas au pilote.
Présentée au Salon des indépendants de 1914, elle est aujourd'hui conservée au Kunstmuseum, à Bâle, en Suisse, tandis que plusieurs documents préparatoires et études demeurent à l'Art Institute of Chicago, au musée d'Art moderne de Paris et au musée de Grenoble,,,.
L'hommage à Blériot sera par ailleurs poursuivi par Blaise Cendrars, ami des Delaunay, dans ses poèmes « Contrastes » et « F.I.A.T. » faisant partie des Dix-neuf Poèmes élastiques.

## Expositions
- Salon des indépendants de 1914, Paris, 1914[1].
- Exposition inaugurale de l'Union des Artistes Modernes, Musée des Arts Décoratifs, 1930[7].
- Robert Delaunay, Musée de l'Orangerie, 1976[8].
- Robert Delaunay. De l'impressionnisme à l'abstraction, 1906-1914, Centre Pompidou, 1999[9].
- Robert Delaunay, Kunstmuseum (Bâle), 2008[10].